# Halston (mini-série)
Halston est une mini-série télévisée américaine en 5 épisodes de 44-53 minutes, créée par Sharr White, diffusée le 14 mai 2021 partout dans le monde sur le service Netflix, incluant les pays francophones.
Produite par Ryan Murphy, la série raconte la vie du créateur de mode américain Roy Halston Frowick, en se basant sur le livre Simply Halston écrit par Steven Gaines.

## Distribution

### Acteurs principaux
- Ewan McGregor (VF : Bruno Choël) : Roy Halston Frowick
- Rebecca Dayan (VF : Caterina Barone) : Elsa Peretti
- David Pittu (en) (VF : Arnaud Bedouët) : Joe Eula
- Krysta Rodriguez (VF : Diane Dassigny) : Liza Minnelli
- Bill Pullman (VF : Gabriel Le Doze) : David Mahoney

### Acteurs secondaires
- Rory Culkin (VF : Gauthier Battoue) : Joel Schumacher
- Sullivan Jones (VF : Baptiste Marc) : Ed Austin
- Kelly Bishop (VF : Marie-Martine) : Eleanor Lambert
- Gianfranco Rodriguez (VF : Sébastien Desjours) : Victor Hugo
- Dilone (en) : Pat Cleveland
- Vera Farmiga (VF : Ivana Coppola) : Adele
- James Waterston : Mike
- Jason Kravits (VF : Michel Mella) : Carl Epstein
- Mary Beth Peil : Martha Graham
- Maxim Swinton : Roy Halston Frowick jeune
- Sietzka Rose : Karen Bjornson

## Production

### Développement
En janvier 2019, Legendary Television et Killer Films lancent le développement d'une mini-série télévisée basée sur le livre Simply Halston de Steven Gaines et qui retrace la vie du créateur de mode Roy Halston Frowick. Ewan McGregor est directement attaché au projet pour interpréter le rôle titre et Daniel Minahan est engagé à la réalisation.
En septembre 2019, Ryan Murphy dévoile lors d'un entretien avec le magazine Time, qu'il a rejoint le projet en tant que producteur délégué et que ce dernier a été commandé par le service Netflix dans le cadre de son contrat d'exclusivité signé en 2018 avec l'entreprise américaine.

### Choix des interprètes
Lors de l'annonce du projet en janvier 2019, Ewan McGregor est annoncé dans le rôle de Roy Halston Frowick. En février 2020, Ryan Murphy annonce une grande partie de la distribution, dont Krysta Rodriguez dans le rôle de Liza Minnelli, Rory Culkin dans celui de Joel Schumacher, Rebecca Davan en Elsa Peretti, Sullivan Jones en Ed Austin, David Pittu en Joe Eula et Gianfranco Rodriguez pour celui de Victor Hugo Rojas.

## Épisodes
1. Signé Halston (Becoming Halston)
2. Versailles
3. Le Parfum du succès (The Sweet Smell of Success)
4. La Fête est finie (The Party's Over)
5. Le Temps des critiques (Critics)